# 231 PO 3722 à 3731
Les Locomotives « 231 » PO no 3722 à 3731 sont issues d'une transformation dite « Chapelon 2e type » de machines appartenant à la série des 3521 à 3550 en 1934. 
Elles sont devenues les 231-722 à 231-731 PO-Midi, puis les 4-231 H 722 à 731 de la SNCF.
Ces locomotives reprennent la plupart les caractéristiques des 3700 Chapelon PO
La 231-726 était carénée et les sections de passage de vapeur modifiées pour lui permettre d'atteindre les 200 km/h.

## Caractéristiques
Caractéristiques
- Chaudière :
  - Boite à feu : Belpaire 15,245 m2
  - Surface de la grille = 4,33 m2
  - Surface d'échange des tubes = 180,62 m2
  - Surface d'échange du surchauffeur Robinson : 81,5 m2
  - Siphon : Nicholson 2,465 m2
  - Pression = 1,7 MPa
- Moteur : compound type Du Bousquet-De Glehn
  - Cylindres :  2 HP + 2 BP
    - Alésage-course HP = 420 * 650
    - Alésage-course BP = 640 * 690

  - Distribution : Walschaerts
    - Diamètre des soupapes des cylindres Haute Pression : 220 mm
    - Diamètre des soupapes d'admission des cylindres Basse Pression : 265 mm
    - Diamètre des soupapes d'échappement des cylindres Basse Pression : 275 mm

  - Échappement : Kylchap double type 1K/1C
- Puissance maximale indiquée : entre 3 500 ch et 3 700 ch[2]
- Puissance mesurée à l'attelage du tender :
  - 2 800 ch = 2 060 kW à 90 km/h.
  - 2 650 ch = 1 950 kW à 110 km/h.
  - 2 550 ch = 1 875 kW à 120 km/h.
- Masse en ordre de marche : 102,5 t

## La 231-726 carénée

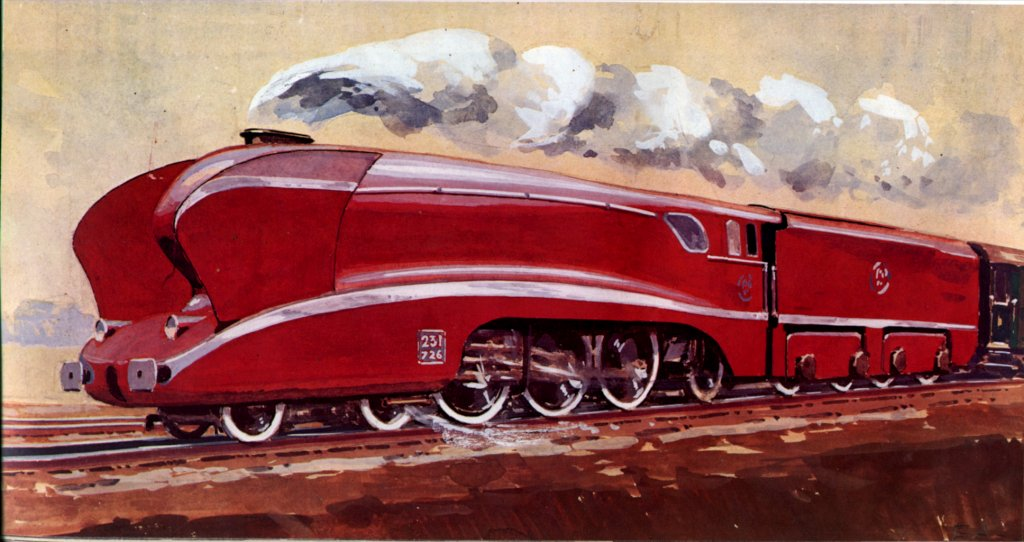
Illustration de E. A. Schefer

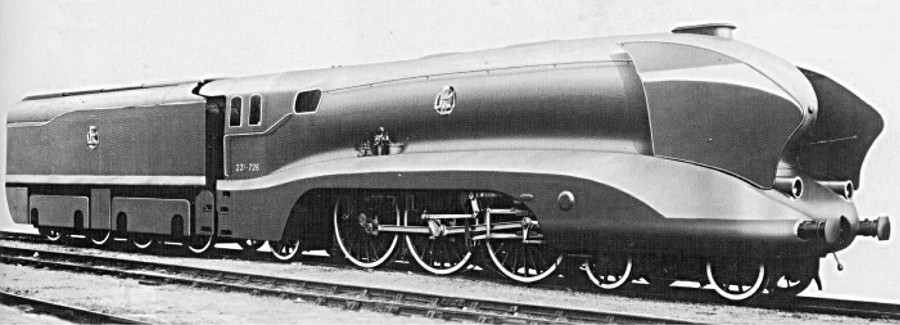
La PO-Midi 231 726 carénée.

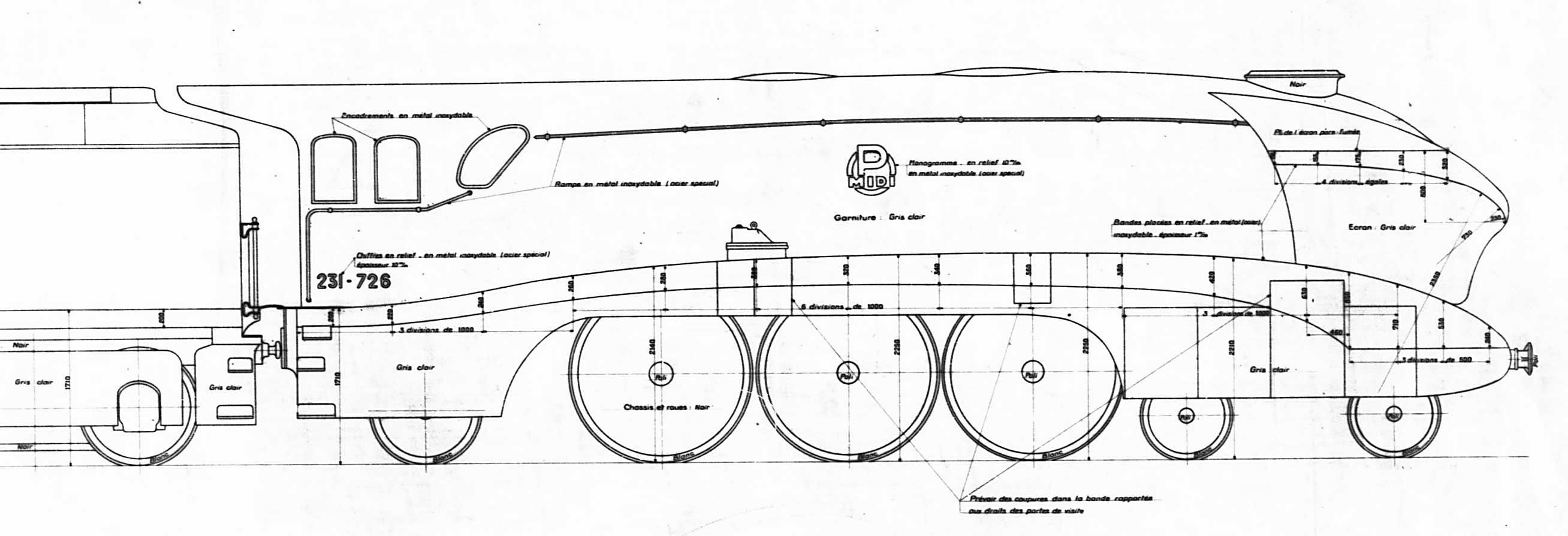
Dessin de la PO-Midi 231 726 carénée.

## Locomotives Préservées
2 locomotives quasiment identiques et commandées par le Nord en 1934 et 1937 sont préservées
- 231 E 22 préservée en livrée Nord par la Cité du Train
- 231 E 41 préservée par l'AAATV Saint Pierre des Corps et en cours de restauration